# Casablanca (Chile)
Casablanca é uma comuna da província de Valparaíso, localizada na Região de Valparaíso, Chile. Possui uma área de 952,5 km² e uma população de 21.874 habitantes (2002).